# Битка при Долна Митрополия
Битка при Долна Митрополия е последният етап от Обсадата на Плевен. Завършва с победа на руското оръжие и с предаването на Осман паша и Западната турска армия.
Падането на Плевен е преломен момент в хода на Руско-турската война (1877 – 1878) и дава началото на победния марш на руското оръжие за Освобождението на България.

## Предистория
След трите неуспешни щурма на Плевен, възелът на Руско-турската война от 1877 – 1878 г. се затяга. Осман паша се затваря с армията си в града и постепенно го превръща в непревземаема крепост. По всичко изглежда, че от изхода на битката за Плевен ще зависи до голяма степен и изходът на цялата война.
За справяне с трудната ситуация руското командване назначава за командир на руските сили при Плевен генерал от инженерните войски Едуард Тотлебен. Решава, че четвърта атака няма да има, а градът ще бъде напълно блокиран. В Русия са мобилизирани Гренадирският и Гвардейският корпуси и са изпратени при Плевен. С пристигането им през октомври, с бой са превзети укрепените пунктове при Горни Дъбник, Телиш и Враца. Плевен е напълно обкръжен и се слага край на снабдяването на Осман паша с храна и боеприпаси. Целта е армията на Осман паша да бъде принудена да се предаде.
Генералът от инженерните войски Едуард Тотлебен лично обхожда цялата блокадна линия около Плевен, като я разделя на шест блокадни участъка. Изградени са множество землени укрепления и са прокопани множество окопи и траншеи. Последният 6-и блокаден участък правилно е оценяван от руското командване като най-вероятен и най-уязвим при опит за пробив на блокадата. Простира се по линията на селата Биволаре, Долна Митрополия, Горна Митрополия, Долни Дъбник и Търнене.

### Руски войски
Шести блокаден участък с командир генерал-лейтенант Иван Ганецки, се отбранява от 46 батальона, 16 ескадрона и 18 батареи. Общо 30 841 офицери и войници, 2000 кавалеристи и 136 оръдия:
| Части                               | Части                                      |
| 2-ра гренадирска дивизия            | 2-ра гренадирска дивизия                   |
| ----------------------------------- | ------------------------------------------ |
|                                     | 5-и Киевски гренадирски полк               |
|                                     | 6-и Таврически гренадирски полк            |
|                                     | 7-и Самогидски гренадирски полк            |
|                                     | 8-и Московски гренадирски полк             |
|                                     | 2-ра артилерийска бригада                  |
| 3-та гренадирска дивизия            |                                            |
|                                     | 9-и Сибирски гренадирски полк              |
|                                     | 10-и Малоросийски гренадирски полк         |
|                                     | 11-и Фанагорийски гренадирски полк         |
|                                     | 12-и Астрахански гренадирски полк          |
|                                     | 3-та артилерийска бригада                  |
| 1-ва бригада от 5-а пехотна дивизия |                                            |
|                                     | 17-и Архангелогородски пехотен полк        |
|                                     | 18-и Вологодски пехотен полк               |
|                                     | 6-а батарея от 5-а артилерийска бригада    |
|                                     | 4-та батарея от 31-ва артилерийска бригада |
| 9-а кавалерийска дивизия            |                                            |
|                                     | 9-и Казански драгунски полк                |
|                                     | 9-и Бугски улански полк                    |
|                                     | 9-и Киевски хусарски полк                  |
|                                     | 4-ти Донски казашки полк                   |
|                                     | 7-а конно-артилерийска батарея             |
|                                     | 2-ра Донска батарея                        |
| Румънски войски                     |                                            |
|                                     | 4-та пехотна дивизия (доробанци)           |
|                                     | артилерия                                  |
|                                     | полк калараши (конници)                    |
| 4-ти сапьорен батальон              |                                            |
|                                     | 2-ра рота                                  |

### Турски войски
Към края на ноември, останал без хранителни провизии, Осман паша е принуден или да се предаде, или да направи един последен отчаян опит за пробив. На военен съвет е решено да бъдат атакувани руските позиции между селата Долна и Горна Митрополия. Турските табори са реорганизирани, раздадени са последните запаси от храна, облекло и обувки. През нощта на 27 срещу 28 ноември (9 – 10 декември) Осман паша започва да прехвърля войските си на левия бряг на река Вит, като позициите при селата Опанец – Търнене ще прикриват пробива по флангове. Заедно с войската се движат много мюсюлмани, които ще напуснат Плевен и впоследствие ще създадат хаос при придвижването на турските резерви по моста над река Вит.

## Руски позиции на 6-и блокаден участък
- На десния фланг, от двете страни на Софийското шосе, в три линии се намират отбранителните съоръжения на 2-ра Гренадирска дивизия. Дежурен в предни позиции е 5-и Киевски гренадирски полк с три 4-фунтови батареи, а като най-близка поддръжка дежури 6-и Таврически гренадирски полк. Като общ резерв са 7-и Самогидски и 8-и Московски гренадирски полкове, разположени на лагер западно от село Долни Дъбник.
- В центъра, от Московски до Астрахански люнети при село Долна Митрополия, траншеите на първа бойна линия са заети от 9-и Сибирски гренадирски полк и 1-ва, 2-ра и 3-та батарея на 3-та Гренадирска артилерийска бригада. Укрепленията на втора бойна линия, на около 1 км по-назад не са заети. На около 1,5 км още по-назад, като най-близка поддръжка, е стоящият на бивак 10-и Малоросийски гренадирски полк. На около 4 – 5 км от първата отбранителна линия, северно от село Горна Митрополия, като общ резерв са разположени 11-и Фанагорийски и 12-и Астрахански гренадирски полкове, 4-та, 5-а и 6-а батарея на 3-та Гренадирска артилерийска бригада, както и конница от 9-и Улански бугски полк, 4-ти Донски казашки полк и 7-а конна батарея.
- На левия фланг, северно от село Долна Митрополия до Входящия редут при р. Вит, е разположена 1-ва бригада на 5-а пехотна дивизия от 17-и Архангелогородски и 18-и Вологодски пехотни полкове, с осем батареи, а още по-вляво – 2-ра Румънска дивизия. Дежурни са 7 роти на 17-и Архангелогородски пехотен полк.

### Първа отбранителна линия
Предните позициите на 3-та Гренадирска дивизия от пътя Плевен – село Горна Митрополия – Видин, представляват отбранителни съоръжения, разположени почти в една линия на разстояние от 3 км:
- траншея със 120 крачки дължина, заета от 1-ва и 2-ра рота
- батарейно укрепление № 1, незаето от артилерия, а заето от 3-та пехотна рота
- траншея с 400 крачки дължина, заета от 4-та, 6-а и 8-а пехотна рота
- батарейно укрепление № 2, заето от 1-ва батарея при местността „Пашова могила“
- стара траншея 120 крачки дължина, заета от 7-а и 5-а рота
- нова траншея, заета от 1-ва и 2-ра стрелкови роти
- батарейно укрепление № 3, заето от 2-ра батарея при местността „Средна могила“
- траншея със 120 крачки дължина, заета от 3-та стрелкова рота и 9-а стрелкова полурота
- батарейно укрепление № 4, заето от 3-та артилерийска батарея
- траншея с 240 крачки дължина, заета от 9-а стрелкова полурота и 11-а, 10-а и 12-а пехотна рота.

Вляво от 12-а рота протича Долномитрополската бара, след която непосредствено започва село Долна Митрополия, покрайнините на което са заети от 1-ва бригада на 5-а пехотна дивизия от 17-и Архангелогородски и 18-и Вологодски пехотни полкове.
Траншеите и батарейните укрепления се отделят помежду си от незащитени пространства от по 100 – 200 крачки, които по време на атаката са използвани от турските войски за пробиви в руската отбрана. Разстоянието до 1500 м пред предните отбранителни позиции са измерени и обозначени със снопове от царевични кочани с цел съсредоточаване на действителния огън на пехотата.

### Втора отбранителна линия
На 1 км по-назад са разположени по-големи укрепления, които образуват втора отбранителна линия:
- редут на десния фланг, наречен „Десен“ при местността „Зад друма“
- люнет във вид на полукръг пред „Копана могила“ с траншеи по фланговете си при местността „Копана могила
- люнет на черния път между селата Долна Митрополия – Долни Дъбник, наречен „Ляв“ при местността „Калето“
- люнет в южните покрайнини на село Долна Митрополия, наречен „Астрахански“ при местността „Зад гробищата“.

Между четирите укрепления и между двете отбранителни линии са изкопани множество окопи, траншеи, ложементи, батареи и ровове, някои от които са изградени още от румънските войски преди идването на гренадирите.

### Трета отбранителна линия
На 1 – 2 км по-назад от „Копана могила“ и източно от село Горна Митрополия и от двете страни на малката рекичка е разположена трета укрепена позиция, състояща се от батареи и траншеи между тях, построени по-рано от румънските войски.

### Нощта преди боя
В нощта на 27 срещу 28 ноември, първият ред укрепления са заети от 3 стрелкови и 12 линейни роти на 9-и Сибирски гренадирски полк, които очакват да бъдат сменени от 12-и Астрахански гренадирски полк. Руските войски са наясно с безизходното положение, в което се намира Осман паша и очакват неговото излизане от града. В предни позиции са изпратени конни ескадрони, които да следят подробно за действията на турците. Около полунощ хусарите с командир майор Сергей Кареев от 2-ри ескадрон на 9-и Киевски хусарски полк чуват шум от придвижване на оръдия по каменния мост над река Вит и виждат много движещи се факли. Известен е генерал-лейтенант Цеге фон Майнтенфел, командир на 1-ва бригада от 2-ра гренадирска дивизия, който от своя страна известява командирите на дежурните полкове – полковник Василий Водар командир на 9-и Сибирски гренадирски полк и полковник Михаил Пущин командир на 5-и Киевски гренадирски полк. През нощта командирът на 3-та гренадирска дивизия генерал-майор Михаил Данилов получава известие от румънците, че при моста на река Вит е забелязано придвижване на турски войски. Генерал-лейтненат Михаил Скобелев докладва, че Къшинският редут пред неговите позиции е изоставен от турците.
Като цяло руското командване на 6-и участък от блокадата очаква и знае за предстоящото излизане на турските войски. Нощта обаче е толкова тъмна, че нищо не се вижда на близко разстояние, а когато към 4:30 часа започва да се развиделява, се появява гъста мъгла, която облагодетелства турското придвижване и атака.

## Бойни действия

### Първи етап: действия на 9-и Сибирски гренадирски полк
Началото на боя започва в 7:30 ч. с един пробен артилерийски залп на руските оръдия по турските батареи, заели предмостието на река Вит. Турците отвръщат веднага, понеже смятат, че настъплението им е разкрито. Веднага е изстреляна сигнална ракета от 2-ра гренадирска дивизия, а после и от 2-ра батарея на 3-та гренадирска дивизия. В този момент гъстата мъгла започва да се разсейва. Пред очите на гренадирите на около 1 км напред се разкрива армията на Осман паша.
С подкрепата на турските батареи при село Опанец и при моста на река Вит, 16 турски табора започват настъплението си с невероятна бързина към центъра на 9-и Сибирски гренадирски полк. Отпред върви гъста верига от стрелци, веднага зад тях – втора за поддръжка, а най-накрая в няколко линии следват резерви. На фланговете има конница. Артилерията също се движи с пехотните вериги, като спира за един изстрел и отново подновява движението си. Първоначално фронтът на атаката им е незначителен, но постепенно се разраства вляво и вдясно. Най-голямата маса се насочва към 2-ра батарея при укрепление № 3 и в промеждутъка на съседните ложементи.
Втора батарея посреща турците с картечен огън, а съседните роти с оръжеен. На 400 метра пред окопите турците преустановяват движението си, но скоро го подновяват. Гренадирите дават над 10 залпа като повалят много противникови войници, но зад тях идват нови и нови. Турците достигат първите окопи и закипява щиков бой. Силни загуби понасят 2-ра и 3-та стрелкови роти и 5-а линейна рота. Втора батарея е превзета. Само две от оръдията са изтеглени назад, а останалите шест са пленени от турците. Съседните роти не са в състояние да окажат съществена помощ, понеже самите те са яростно атакувани в същия момент. Резерви няма. Най-близкият 10-и Малоросийски гренадирски полк е вдигнат по тревога още с първата сигнална ракета, но към момента е все още далеч от полесражението.
След като превземат укрепление № 3 на батарея № 2, турците започват атака на съседното укрепление № 4 и окопите край него. Руските оръдия стрелят почти от упор с картеч, но не успяват да спрат атаката. Батареята се оттегля назад с шест от оръдията си. Останалите две, на които конете им са убити, са изоставени без затвори за цевта. Вляво и вдясно от укрепление № 4 е 9-а рота на капитан Николай Нестеров, която се нахвърля на турците и започва да ги избива, но впоследствие е принудена да отстъпи. Впоследствие отстъпват също 10-а, 11-а и 12-а рота, като се прегрупират при Астраханския люнет. Ротите, намиращи се вдясно от укрепление № 3, също са атакувани и заплашени от обкръжаване във фланг и също отстъпват назад и вдясно към люнет Копана могила. Единствено 1-ва стрелкова рота на капитан Гершфелд се държи на позициите си.
Шеста и 8-а рота, с приближаване на турците към първа отбранителна линия, откриват оръжеен огън по тях. Постепенно турците насочват атаката си вдясно и огънят на двете роти спира. Когато започват да търпят загуби от стрелбата по фланга си, те отстъпват вдясно към траншеята на 4-та рота.
Първа, 2-ра, 3-та и 4-та рота от 1-ви батальон не взимат участие в боя, понеже остават встрани от атаката на турците и не напускат своите позиции.
Така за един час 9-и Сибирски гренадерски полк е отбит от позициите си и е принуден да отстъпи назад, като при отстъплението си се разделя на две части. Дясната отстъпва към люнет Копана могила, а лявата – към люнетите Ляв и Астрахански. Пета и 7-а, както и 1-ва, 2-ра и 3-та стрелкови роти в центъра са напълно разбити, превзети са батарейни укрепления № 3 и № 4, и са пленени осем оръдия.

### Втори етап: действия на 10-и Малоросийски гренадирски полк
За русите настъпва критичен момент. Турците развиват успешното си настъпление напред, вляво и вдясно. Около 8:30 часа пристига на помощ 10-и Малоросийски гренадирски полк. Вдигнат под тревога, полкът се движи към Копана могила. Генерал-майор Михаил Данилов решава с негова помощ да направи опит да отбие турците от заетите позиции, като батальоните получават следните направления за движение:
- 1-ви батальон вдясно от Копана могила;
- 2-ри батальон между Копана могила и Ляв люнет;
- 3-ти батальон в промеждутъка между Ляв и Астрахански люнет.

Единствено 1-ви батальон среща отстъпващи руски подразделения. Останалите 2-ри и 3-ти батальон не срещат никого и попадат направо под турските изстрели. Двата батальона се построяват в две линии по ротно, с верига от стрелци отпред и започват настъпление. Единствено 2-ра стрелкова рота е изпратена да подпомогне изтеглянето на 1-ва стрелкова рота. По пътя между втора и първа отбранителна линия се натъкват на множество убити в траншеите войници от 9-и Сибирски гренадирски полк. Единствено оцеляла на десния фланг е една незначителна част от 1-ва стрелкова рота, която се влива в редиците на 10-и Малоросийски гренадирски полк. Временно турското настъпление е забавено.
Когато вижда колебанието на своите войски, Осман паша изпраща подкрепления от нови 8 табора. Така общо 24 табора настъпват към Ляв люнет, като бързо развиват успеха си вляво и вдясно. Отстъпвайки под напора на турците, 1-ви батальон заемат люнет Копана могила с траншеите от двете му страни; 5-а и 6-а рота, заедно с 2-ра стрелкова, – промеждутъка между Копана могила и Ляв люнет; 7-а и 8-а рота в Ляв люнет; 3-ти батальон в Астрахански люнет и траншеите около него. При отстъплението си 10-и Малоросийски гренадирски полк дава много жертви. Убити или ранени са много от офицерите му. Патроните не достигат, а подвозът им е затруднен от лошите условия. Много от изпратените за боеприпаси войници са убити. Войниците са принудени да взимат патрони от убитите и ранените.
Турците подновяват енергичната си атака срещу Ляв люнет и съседните траншеи. Седма и 8-а рота, посрещат турците със залпове. Подпомагат ги 9-а рота на капитан Краснодемски вляво и 2-стрелкова рота вдясно от люнета. Дълго успяват да отблъскват турските маси, но накрая са принудени да опразнят позициите си. Врагът нахлува и овладява Ляв люнет. Така втора отбранителна линия е пробита, но неочаквано турците спират настъплението си и водят само престрелки. Два часа и половина от 7:30 до 10:00 часа двата полка отбиват масираната атака на 24 табора.

### Трети етап: действия на 11-и Фанагорийски и 12-и Астрахански гренадирски полкове
Към 10 часа на помощ пристигат 11-и Фанагорийски и 12-и Астрахански гренадирски полкове от състава на общия резерв при село Горна Митрополия. Дванадесети Астраханския гренадирски полк пръв приближава към Ляв люнет, като отпред върви гъста верига от трите стрелкови роти. Малко по-назад и вляво следва 11-и Фанагорийски гренадирски полк, както и 4-та, 5-а и 6-а батарея на 3-та артилерийска бригада. Оръдията откриват огън по турците, които са заели Ляв люнет и отхвърлят турците от укреплението и заедно с ротите на 9-и Сибирски гренадирски полк и 10-и Малоросийски гренадирски полк преминават в настъпление.
Турците опразват Ляв люнет и отстъпвайки на 300 – 400 крачки достигат до първите траншеи. Там спират отстъплението си, където се организират да дадат отпор. В този момент обаче се включват нови полкове по двата фланга и така пробивът е овладян. На левия фланг атакуват два батальона от 18-и Вологодски пехотен полк с артилерия, а на десния фланг – един батальон на 7-и Самогидски гренадирски полк. Под едновременната контраатака на всички полкове турците бързо изпразват първия ред окопи, като постепенно отстъплението им се превръща в бягство. Изоставени са както турски оръдия, така и пленените в началото на боя руски. Десети Малоросийски гренадирски полк си връща двете оръдия при укрепление № 3, а 12-и Астрахански гренадирски полк – шестте руски оръдия при укрепление № 2, както и две турски. Турските табори се превръщат в една безредна и бягаща маса, която нахлува на моста на река Вит. В този момент мостът е задръстен от колите на обозите. Хората газят във водата, опитват се да плуват, давят се един друг и не знаят на къде да бягат. Всички предишни турски позиции назад вече са заети от руските части.
Като вижда безизходното положение на своята армия, около 14 часа Осман паша нарежда да се издигне бяло знаме. Раздава се дружно „ура“, а стрелбата е прекратена. Корпусният командир генерал-лейтенант Иван Ганецки приема от Осман паша сабята му в знак на капитулация.

### Действия на другите полкове
17-и Архангелогордски пехотен полк, с подаването на сигналната ракета за тревога, веднага заема позиции съгласно общия план за действие:
- 1-ви батальон заема селото Долна Митрополия за защита на населението;
- 2-ри батальон заема ложементите в дола северно от селото за защита на трите батареи;
- 3-ти батальон остава в резерв зад 2-ри до изясняване хода на боя.

Когато гренадирите отстъпват с левия си фланг, полкът е заплашен от атака по фланга. Командирът на полка, полковник Александър Панталеев, незабавно изпраща 1-ви батальон на помощ на гренадирите, а 3-ти да премине през селото и да удари врага във фланг. Получена е заповед движението им да се преустанови, тъй като на мястото вече са изпратени два батальона на 18-и Вологодски пехотен полк. Двата батальона остават за поддръжка като втора линия. Ранени са 1 офицер щабскапитан Ежовский – командир на 4-та рота и 22 нисши чина.
18-и Вологодски пехотен полк, съгласно плана за действие с подаването на сигнала за тревога, заема височината северно до селото. От върха на намиращата се там могила, наричана от русите Румънска могила, командният състав наблюдава отстъплението на 9-и Сибирски гренадирски полк към Ляв люнет. Веднага на помощ са изпратени 2-ри и 3-ти батальон под командването на подполковник Тиханов. Батальоните на бегом преминават през селото и заемат ложементите срещу десния фланг на турците. На левия фланг на полка се разполага 6-а батарея от 5-а артилерийска бригада, а още по-вляво 4-та батарея от 31-ва артилерийска бригада, като откриват огън във фланг на противника. Убити са 3 нисши чина и са ранени 24. От 6-а батарея е ранен 1 канонир.

## Резултати
Обсадата на Плевен задържа руско настъпление и забавя войната с пет месеца. С падането на града във войната настъпва прелом в полза на руските войски. С това се освобождават значителни руски сили, които в битката при Шейново и при София в началото на 1878 г. откриват пътя към Одрин и към Освобождението на България.

## Загуби
В битката при Долна Митрополия оръжие предават 10 паши, 128 старши офицери, 2000 младши офицери и около 40 000 войници и 1200 кавалеристи. Пленени са 77 оръдия, много муниции и 7 знамена. Редник Егор Жданов от 1-ва стрелкова рота на 12-и Астрахански гренадирски полк пленява в боя голямо турско зелено знаме.
Руските войски губят 1722 убити и ранени офицери и войници или 1 генерал, 57 офицери и 1664 нисши чина, като почти всички са от 3-та гренадирска дивизия. От тях броят на убитите и починалите след боя ранени достига 18 офицери и 542 нисши чина. Турските загуби се оценяват приблизително на около 6000 убити и ранени офицери и войници.
| СПИСЪК НА УБИТИТЕ И РАНЕНИ РУСКИ ОФИЦЕРИ | СПИСЪК НА УБИТИТЕ И РАНЕНИ РУСКИ ОФИЦЕРИ | СПИСЪК НА УБИТИТЕ И РАНЕНИ РУСКИ ОФИЦЕРИ | СПИСЪК НА УБИТИТЕ И РАНЕНИ РУСКИ ОФИЦЕРИ | СПИСЪК НА УБИТИТЕ И РАНЕНИ РУСКИ ОФИЦЕРИ |
| №                                        | чин                                      | имена                                    | убит/ранен                               | допълнителни данни                       |
| 9 Сибирски гренадирски полк              | 9 Сибирски гренадирски полк              | 9 Сибирски гренадирски полк              | 9 Сибирски гренадирски полк              | 9 Сибирски гренадирски полк              |
| ---------------------------------------- | ---------------------------------------- | ---------------------------------------- | ---------------------------------------- | ---------------------------------------- |
| 1                                        | майор                                    | Константин Платонович Лихачев            | убит                                     | командир на стрелците                    |
| 2                                        | поручик                                  | Иван Семëнович Пашкевич                  | убит                                     | младши офицер от 3-та стрелкова рота     |
| 3                                        | подпоручик                               | Борис Гаврилович Горшков                 | убит                                     | младши офицер от 10-а рота               |
| 4                                        | прапорщик                                | Николай Петрович Контарев                | убит                                     | младши офицер от 1-ва стрелкова рота     |
| 5                                        | прапорщик                                | Виктор Игнатьевич Мишковский             | убит                                     | младши офицер от 3-та стрелкова рота     |
| 10-и Малоросийски гренадирски полк       |                                          |                                          |                                          |                                          |
| 6                                        | майор                                    | Александр Авксептьевич Манасеин          | убит                                     | командир на 1-ви батальон                |
| 7                                        | майор                                    | Казимир Антонович Щит-Немирович          | починал от раните                        | командир на 3-ти батальон                |
| 8                                        | капитан                                  | Николай Павлович Тараткевич              | починал от раните                        | командир на 1-ва рота                    |
| 9                                        | щабскапитан                              | Николай Николаевич Кутузов               | убит                                     | младши офицер от 1-ва рота               |
| 10                                       | поручик                                  | Александр Александрович Тимашев          | убит                                     | командир на 3-та рота                    |
| 11                                       | прапорщик                                | Евгений Канивцев                         | починал от раните                        | младши офицер от 2-ра рота               |
| 11 Фанагорийски гренадирски полк         |                                          |                                          |                                          |                                          |
| 12                                       | майор                                    | Николай Васильевич Стерлингов            | починал от раните                        | командир на стрелците                    |
| 13                                       | капитан                                  | Антоний Медарт Станиславович-Смоленский  | починал от раните                        | командир на 6-а рота                     |
| 14                                       | капитан                                  | Андрей Федорович Кобелев                 | починал от раните                        | командир на 10-а рота                    |
| 12-и Астрахански гренадирски полк        |                                          |                                          |                                          |                                          |
| 15                                       | щабскапитан                              | Алексей Петрович Кульман                 | убит                                     | командир на 1-ва стрелкова рота          |
| 16                                       | капитан                                  | Николай Васильевич Молчанов              | починал от раните                        | командир на 1-ва рота                    |
| 17                                       | щабскапитан                              | Карталинский                             | починал от раните                        | младши офицер от 10-а рота               |
| 18                                       | подпоручик                               | Лео-Александр-Омап Карлович Винтер       | починал от раните                        | младши офицер от 2-ра рота               |

## Памет
- Южно от село Долна Митрополия край Астраханския люнет е братска могила на загинали 12 нисши чина от 18-и Вологодски пехотен полк и 1 канонир от 6-а батарея на 5-а артилерийска бригада. Паметникът е построен с руски средства веднага след края на войната от Временното руско управление.
- В центъра на село Долна Митрополия е построен паметник от Червения кръст на мястото на лазарета на 5-а пехотна дивизия от 17-и Архангелогородски и 18-и Вологодски пехотни полкове.
- На стената на православен храм „Света Троица“ в село Горна Митрополия е поставена паметна плоча с имената на 10 руски офицери:
  - от 9-и Сибирски гренадирски полк – подполковник Тиханов полк – майор Лихачев, поручик Пашкевич, подпоручик Горшков, прапоршчици Канторов и Мешковский;
  - от 10-и Малоросийски гренадирски полк – майор Манассеин, щабскапитан Кутузов, поручик Тимашев, капитан Тараткевич;
  - от 12-и Астрахански гренадирски полк – щабскапитан Кульман.

Загинали са на 28 ноември 1877 г. и са погребани два дни по-късно северно от олтара на храма. Опелото е извършено от руския свещеник Вакх Гуриев. Поради липса на дървен материал по време на войната, само четири от телата са положени в ковчези, а останалите шест направо в изкопа, който преди това е постлан със слама.
- Много от ранените войници, са транспортирани в превързочния пункт на Червения кръст под църквата „Света Троица“, в полковия лазарет северно от село Горна Митрополия и в село Тръстеник. Мнозина от тежко ранените са починали в близките дни и са погребани в старото гробище между църквата и училището на село Горна Митрополия и в село Тръстеник. В село Тръстеник на 30 ноември свещеникът Вакх Гуриев погребва първо 17 покойника, починали от раните си и на 2 декември още 15 починали от раните си.
- На 1 декември 1877 г. загиналите в боя над 400 войници са погребани в 5 общи братски могили във вътрешността на редута Копана могила. Днес все още е незнаен гробът както на загиналите гренадири, така и на турските жертви, но руският свещеник Вакх Гуриев в своите „Письма священника с похода 1877 – 1878 г.“ дава ценни сведения за това:

| „ | Отправих се към окървавеното поле на скорошната битка, където цели команди (от по 150 души) от всеки полк от ранно утро носеха към едно място (Копана могила) всички убити или починали от раните си; но при моето пристигане те не бяха успели да съберат и половината: полето е много обширно, убитите са разпръснати на няколко версти из това пространство и да ги събереш в един ден е невъзможно; по неволя се наложи погребението да се отложи за следващия ден...В голямата полукръгла площадка на редута Копана могила са изкопани четири огромни гроба, по броя на полковете от дивизията и пети по-малък, който неотдавна са започнали да го копаят артилеристите; всеки полк носеше своите жертви, своите герои към една от своите братски могили...Страшни са тези братски могили, но още по-страшни са самите жертви, застинали в разни пози: има трупове съвсем без глави, има с откъснати крака, с разкъсани кореми, от които се излезли всичките им вътрешности… Ужасно!… Наблюдавайки от върха на Копана могила (денят е ясен и слънчев) обширното поле на битката, осеяно с трупове, счупени оръдия, изоставени оръжия, разбити патронни сандъци, забелязах множество бродещи насам-натам българи с техните неизменни спътници – биволи и магарета. „Какво правят те тука?“ – попитах аз офицера, който отговаряше за събирането на мъртвите. „Събират турците – отвърна ми той – и ги завличат в траншеите ни по всички позиции, където ги заравят в земята... и едва ли за още два дни ще успеят – турските трупове са огромна маса“. | “ |

## Галерия
- Император Александър II
- Главнокомандващ княз Николай Николаевич
- крал Карол I
- Осман паша
- Генерал от инженерните войски Едуард Тотлебен
- Генерал-лейтенант Иван Ганецки
- Генерал-лейтенант Владимир Свечин, командир на 2-ра Гренадирска дивизия
- Генерал-майор Данилов, Михаил П., командир на 3-та Гренадирска дивизия
- Полковник Виктор Кюстер, командир на 11-и Фанагорийски гренадирски полк
- Полковник Григорий Крюков, командир на 12-и Астрахански гренадирски полк
- Полковник Александър Пантелеев, командир на 17-и Архангелогородски пехотен полк
- Полковник Степан Рикачов, командир на 18-и Вологодски пехотен полк